# Руссишер цупфкухен
Русский цупфкухен (нем. russischer Zupfkuchen) — традиционный немецкий сладкий пирог, готовящийся из шоколадного теста, мягкого творога (нем. Quark) и ванильного пудинга.
Благодаря достаточно простой рецептуре, неординарному внешнему виду и превосходному вкусу это один из наиболее популярных вариантов сладкой выпечки в Германии. Считается, что каждый ребёнок в Германии знает, что такое «русский цупфкухен».

## Изготовление
Основу торта составляет шоколадное тесто, похожее на кекс, а начинка сделана из нежирного мягкого творога, по консистенции напоминающего йогурт. В начинку обычно добавляют порошок для ванильного пудинга или цедру лимона. Сверху начинки кладут мелкие комочки основного теста, благодаря чему получается характерная чёрно-белая структура.
Этот пирог — сочетание популярных кезекухена (нем. Käsekuchen - немецкий вариант чизкейка) и шоколадного кекса.

## Происхождение названия
Автор рецепта не известен. В зависимости от региона или страны такой пирог может называться «творожники», «сырники» или «творожная запеканка-пирог».
В современной русской кухне такой пирог встречается как разновидность творожной запеканки.  В дополнение есть похожий пирог «Коровка-Бурёнка» на основе творога и сметаны, но он не так распространён.
Слово «кухен» (нем. Kuchen) переводится как пирог, а глагол «цупфен» (нем. zupfen) означает «щипать, рвать» — пирог украшают при помощи мелких «щепоток» теста. В русской кухне такое украшение часто встречается на яблочном пироге с песочным тестом и безе.

## Другие рецепты с названием «русский»
В немецкой кухне есть ещё несколько блюд, называющихся русскими: руссиш брот — «русский хлеб», являющийся на самом деле печеньем в форме букв латинского алфавита) или яйца по-русски — половинки варёного яичного белка, наполненные смесью желтка, горчицы и майонеза, часто подаваемые с икрой).